# Оптимальна підструктура
Оптимáльна підструктýра — В інформатиці, задача має оптимальну підструктуру, якщо її оптимальній розв'язок можна ефективно одержати з оптимальних розв'язків її підзадач. Оптимальність підстуктури визначає застосовність динамічного програмування та жадібних алгоритмів до задачі.